# Zone de protection allemande en Slovaquie

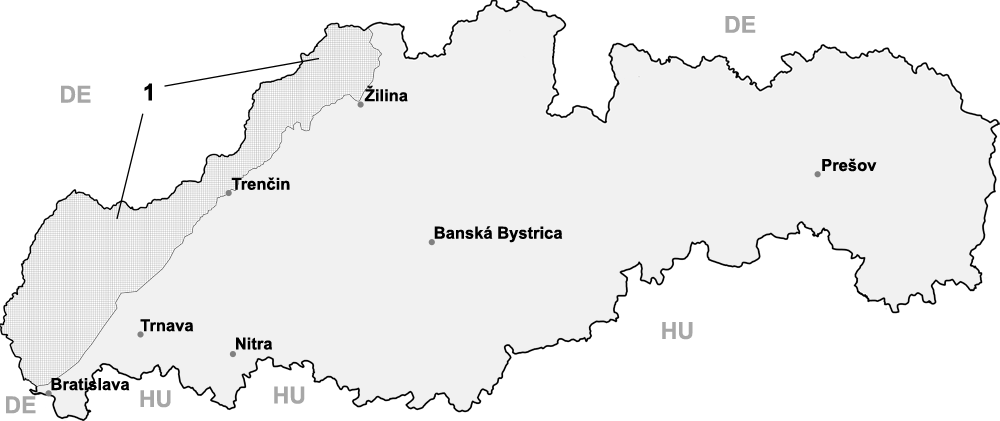
La Zone de protection.

La Zone de protection allemande en Slovaquie, ou simplement la Zone de protection (en allemand : Schutzzone) est une zone établie dans les parties occidentales de la République slovaque après la dissolution et la division de la Tchécoslovaquie par l'Allemagne nazie en 1939. Le statut spécial de la zone a été créé dès le premier traité germano-slovaque du 23 mars 1939, qui définissait la relation de protection entre l'Allemagne et l'État slovaque. La zone a été codifiée par le traité germano-slovaque du 28 août 1939, qui a été signé à Bratislava (en allemand : Pressburg).
Le traité donnait à la Wehrmacht allemande la pleine autorité économique et politique dans la zone désignée sous la forme d'une occupation militaire, qui a été délimitée par les crêtes des Petites Carpates, des Carpates blanches et des monts Javorník,,. La zone avait pour but de garantir à l'Allemagne le droit d'envahir la Pologne depuis le territoire slovaque.
Les Allemands ont cependant gardé le contrôle de la Schutzzone pendant toute la guerre, car plusieurs usines d'armes et d'importants dépôts d'armes ex-tchécoslovaques y ont été placés.

## Ressources en ligne
- Accord original (en allemand) http://wwii.germandocsinrussia.org/de/nodes/2158-akte-20-schutzzonenvertrag-zwischen-deutschland-und-slowakei-vom-12-august-1939-vereinbarung#page/3/ mode / inspecter / zoom / 7